# Scary Kids Scaring Kids (альбом)
Scary Kids Scaring Kids — второй альбом пост-хардкор-группы Scary Kids Scaring Kids, вышедший в 2007 году. Альбом достиг #80 в Billboard 200.

## Список композиций
1. «Prelude» — 0:41
2. «Degenerates» — 3:42
3. «Holding On» — 4:21
4. «The Deep End» — 4:12
5. «Faces» — 3:25
6. «A Pistol To My Temple» — 3:57
7. «Star Crossed» — 3:41
8. «Derailed» — 1:43
9. «Breathe» — 1:19
10. «Set Sail» — 3:25
11. «Free Again» — 3:49
12. «Snake Devil» — 3:30
13. «Watch Me Bleed» — 3:56
14. «Goes Without Saying» — 4:00
15. «Blood Runs Forever» — 3:22
16. «The Power Of Resolution» — 2:06